# Benoît Mandelbrot

Mandelbrot foi o primeiro a usar o computador para construir fractais

Benoît B. Mandelbrot (Varsóvia, 20 de novembro de 1924 — Cambridge, 14 de outubro de 2010) foi um matemático francês de origem judaico-polonesa. É conhecido principalmente por suas contribuições no campo da geometria fractal, tendo o termo "fractal" sido por ele cunhado em 1975. Foi aluno do matemático francês Paul Lévy.

## Biografia
Benoit B. Mandelbrot foi um matemático de origem polonesa, com nacionalidade francesa e americana, notável pelo desenvolvimento de uma "teoria da rugosidade" e "autossimilaridade" da natureza e no campo da geometria fractal. Descobridor do fractal atualmente conhecido como conjunto de Mandelbrot que consiste de intrincados, intermináveis formas fractais.
Em 1936, quando Mandelbrot tinha 11 anos de idade, sua família migrou para a França. Estudou em Paris até o início da Segunda Guerra Mundial, quando mudou-se para Tulle. Ao fim da guerra, Mandelbrot retornou a Paris e entre 1945 e 1947 estudou na École Polytechnique sob a supervisão de Gaston Julia e Paul Lévy. Entre 1947 e 1949 estudou no Instituto de Tecnologia da Califórnia, Estados Unidos, tendo obtido o grau de mestre em aeronáutica. Retornando à Europa, obteve o doutorado em ciências matemáticas na Universidade de Paris em 1952.
Suas noções dos fractais tiveram grande impacto na teoria do caos e na interpretação de sistemas não lineares, fornecendo ferramentas geométricas para compreensão de atratores estranhos, incluindo o Grande Atrator de Edward Lorentz. Por esse aspecto, tornou também a dinâmica não linear visualizável e compreensível matematicamente.
Passou a maior parte de sua carreira, tanto nos Estados Unidos e na França, tendo a cidadania francesa e americana dual. Em 1958 começou uma carreira de 35 anos na IBM.
Por causa de seu acesso aos computadores da IBM, Mandelbrot foi um dos primeiros a usar computação gráfica para criar e exibir imagens geométricas fractais, levando à sua descoberta da Mandelbrot em 1979. Ao fazer isso, ele foi capaz de mostrar como a complexidade visual pode ser criado a partir de regras simples. Ele disse que as coisas normalmente consideradas "agitadas", ''uma bagunça" ou "caóticas", como nuvens ou costas, na verdade, teve um "grau de ordem". Sua carreira de investigação incluiu contribuições para áreas como geologia, medicina, cosmologia, engenharia e as ciências sociais. O escritor de Ciência Arthur C. Clarke acredita que o trabalho de Mandelbrot como sendo "uma das descobertas mais surpreendentes de toda a história da matemática".

No final de sua carreira, ele foi um Sterling Professor de Ciências Matemáticas na Universidade de Yale, sendo o professor mais antigo na história de Yale a receber esse posto permanente. Mandelbrot também ocupou cargos no Pacific Northwest National Laboratory, Université Lille Nord de France, Instituto de Estudos Avançados e Centre National de la Recherche Scientifique. Durante sua carreira, ele recebeu mais de 15 doutorados honorários e atuou em muitas revistas científicas, ganhando inúmeros prêmios. Sua autobiografia, The Fractalist, foi publicada em 2012.